# Australammoecius occidentalis
Australammoecius occidentalis är en skalbaggsart som beskrevs av Macleay 1888. Australammoecius occidentalis ingår i släktet Australammoecius och familjen Aphodiidae. Inga underarter finns listade.